# Ansgar Hüning
Ansgar Hüning (* 1966 in Münster) ist ein deutscher Sänger mit der Stimmlage Bariton.

## Leben
Ansgar Hüning studierte von 1989 bis 1992 Gesang am Konservatorium der Stadt Wien bei Marija Sklad-Sauer. Danach ging er zur weiteren stimmlichen Ausbildung nach Italien. Am Konservatorium von Ferrara studierte er bei Nazzareno Antinori und war von 1992 bis 1996 Schüler von Romano Emili in Bologna. Außerdem nahm er an Meisterkursen bei Rolando Panerai teil. 
Nach seiner Rückkehr nach Deutschland gewann Ansgar Hüning 1996 den 2. Platz beim NRW-Landeswettbewerb Gesang im Fach Oper. Bei den Bad Hersfelder Opernfestspielen sang er 1997/1998 den Guglielmo in Wolfgang Amadeus Mozarts Oper Così fan tutte, 1999/2000 den Papageno in der Oper Die Zauberflöte und 2009 den Silvio in Der Bajazzo. 
Seit der Spielzeit 1997/98 ist Ansgar Hüning festes Ensemble-Mitglied des Schleswig-Holsteinischen Landestheaters in Flensburg. Dort singt er vor allem das lyrische Bariton-Fach in der Oper, übernimmt jedoch auch Rollen aus dem Bereich des Kavalier- und des Charakterbaritons. Außerdem tritt er in Operetten und als Musicaldarsteller auf. Seit der Spielzeit 2012 ist Hüning freischaffend tätig und hat seitdem als Gast am Schleswig-Holsteinischen-Landestheater Musicalrollen wie zum Beispiel Jekyll/Hyde, Che (Evita), Professor Higgins (My fair Lady) und Dracula dargestellt. In der Spielzeit 2016/17 sang er am Schleswig-Holsteinischen-Landestheater den Danilo in der Operette Die lustige Witwe.
Ein weiterer Schwerpunkt seiner Tätigkeit sind Liederabende und Konzerte. Sein Repertoire reicht dabei vom Barock und der Klassik über die Romantik und Spätromantik bis zur Moderne. Er sang unter anderem die Liederzyklen Die Winterreise von Franz Schubert, Dichterliebe von Robert Schumann, Die schöne Magelone von Johannes Brahms und die Kindertotenlieder von Gustav Mahler. 
Außerdem ist er an den Musikschulen in Flensburg, Rendsburg, Husum und Sylt als Gesangslehrer tätig und unterrichtet als Gesangsdozent am Lyric Opera Studio in Weimar.

## Auszeichnungen
- 1999: Orpheuspreis für Nachwuchssänger, Bad Hersfelder Opernfestspiele[14]